# John Redcliffe-Maud, Baron Redcliffe-Maud
John Primatt Redcliffe-Maud, Baron Redcliffe-Maud, GCB, CBE (* 3. Februar 1906 in Bristol; † 20. November 1982) war ein britischer Beamter, Minister und Diplomat.

## Politische Laufbahn

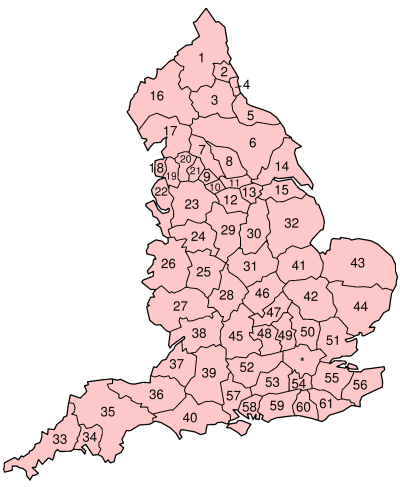
Kommunale Aufteilung Englands wie im Redcliffe-Maud-Report vorgeschlagen

John Redcliffe-Maud erhielt seine Ausbildung in Eton und am New College in Oxford. In Oxford war er auch Mitglied der Oxford University Dramatic Society. 1928 bekam er ein einjähriges Stipendium für Harvard und war von 1929 bis 1939 Fellow am University College in Oxford.
Während des Zweiten Weltkriegs wurde Redcliffe-Maud Master des Birkbeck Colleges an der University of London und war zudem in Reading Gaol stationiert, wo er für das Ernährungsministerium arbeitete. 1942 wurde er  Commander of the Order of the British Empire. Von 1945 bis 1952 war er für das Erziehungsministerium tätig, stieg bis 1958 zum Ministerialrat und schließlich zum Energieminister auf. 1946 wurde er Knight Commander of the Order of the Bath ernannt und 1955 zum Knight Grand Cross. Von 1959 bis 1961 war er Hochkommissar bei der Südafrikanischen Union und nach 1961 Botschafter, als das Land das Commonwealth verließ. 1976 trat Redcliffe-Maud als Master des University Colleges zurück.
Im März 1964 wurde Redcliffe-Maud auf Bitten von lokalen Verbänden von Sir Keith Joseph zum Leiter eines Fachkomitees ernannt, das die Verwaltung der lokalen Regierungen prüfen sollte. Drei Jahre später legte das Maud Committee seinen Bericht vor. In dieser Zeit wurde Redcliffe-Maud ebenfalls zum Leiter einer Royal Commission ernannt, die die lokalen Gemeindeverwaltungen reformieren sollte. 1969 wurde der Report der Royal Commission veröffentlicht, der allgemein als Redcliffe-Maude Report bekannt wurde. Der Bericht empfahl eine umfassende Reform der kommunalen Grenzen und die Errichtung von größeren einheitlichen Gemeinden ausgehend von dem Prinzip, ländliche und städtische Gegenden zu mischen. Die Empfehlungen wurden von der Labour-Regierung unter Harold Wilson mit wenigen Veränderungen akzeptiert. Die Opposition aus den ländlichen Gegenden überzeugte die Konservativen, gegen den Plan zu votieren, so dass bis zur nächsten Wahl 1970 nichts unternommen wurde.
1967 wurde John Redcliffe-Maud mit dem Titel Baron Redcliffe-Maude of the City and County of Bristol zum Life Peer ernannt. 1973 wurde er von Ruskin Spear porträtiert, das Gemälde ist in der National Portrait Gallery in London ausgestellt. Ein weiteres Porträt von ihm hängt in der Halle des University Colleges in Oxford.

## Privates

Eingang zum Redcliffe-Maud House in Oxford

John Redcliffe-Maud war mit der Pianistin Jean Hamilton verheiratet. Sein Sohn, Humphrey Maud, war einer von mehreren minderjährigen Jungen, mit denen der homosexuelle britische Komponist Benjamin Britten Freundschaften pflegte, eine Beziehung, die sein Vater schließlich unterband. Die Kinder von John und Jean Maud sind Widmungsträger von Brittens Komposition The Young Person’s Guide to the Orchestra.
Redcliffe-Maud liegt auf dem Holywell Cemetery in Oxford begraben. Sein Archiv befindet sich in der Bibliothek der London School of Economics. Ein Anbau des University College in Oxford wurde nach ihm Redcliffe-Maud House benannt.

## Schriften
- Experiences of an Optimist: The Memoirs of John Redcliffe-Maud. Hamish Hamilton, London 1981, ISBN 0-241-10569-2